# Peter Ernst I van Mansfeld

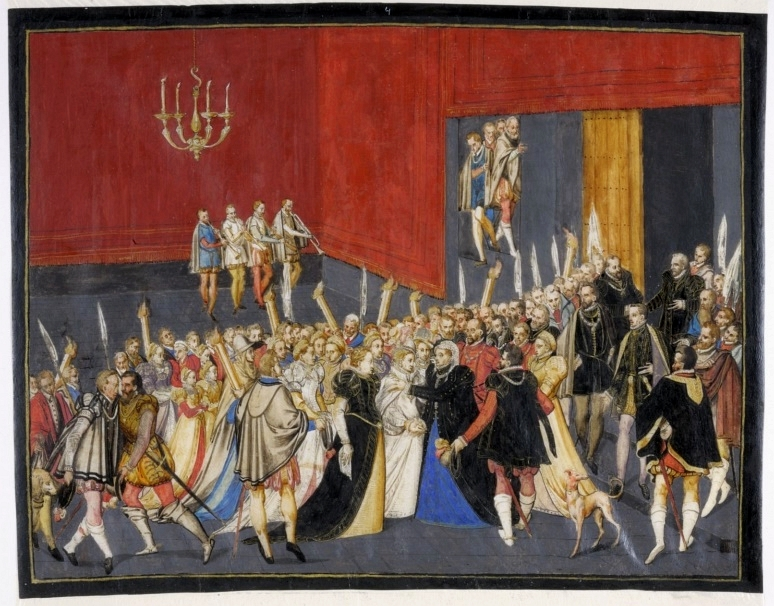
Mansfeld en zijn vrouw stellen de infante Maria voor aan haar schoonmoeder Margaretha van Parma (Album van Brussel, ca. 1565)

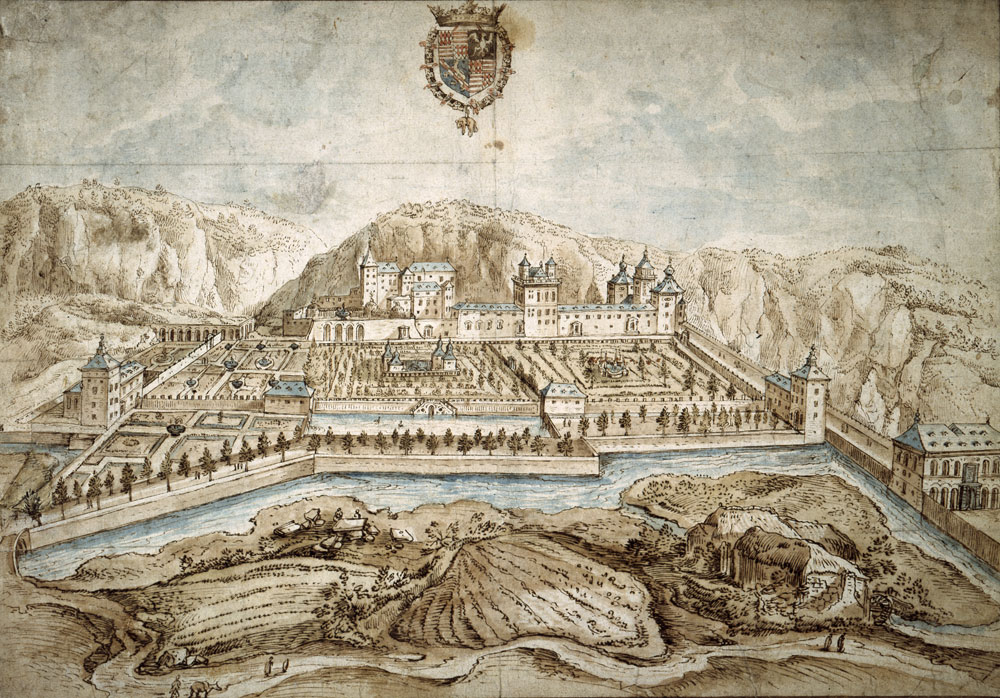
Paleis La Fontaine

Peter Ernst I van Mansfeld (Heldrungen, 20 juli 1517 – Luxemburg, 25 mei 1604) was graaf van Mansfeld-Vorderort. Hij was bevelhebber in het Spaanse Leger van Vlaanderen en van 1592 tot 1594 was hij waarnemend landvoogd van de Spaanse Nederlanden .

## Leven
Mansfeld, de dertiende zoon van Ernst II van Mansfeld-Vorderort, was als jonge edelman in dienst van keizer Karel V naar de Habsburgse Nederlanden gekomen, en in 1535 vergezelde hij deze ook op diens expeditie naar Tunis, waarna de keizer hem in 1545 aanstelde tot stadhouder van Luxemburg.
In 1562 sloot Mansfeld zich aanvankelijk aan bij het protest van ontevreden edellieden tegen het beleid van koning Filips II van Spanje, maar na het vertrek in 1564 van de invloedrijke bisschop van Mechelen en politiek adviseur Granvelle trok hij zich schoorvoetend uit de oppositie terug en verwierp uiteindelijk het Eedverbond der Edelen. Hij was zelfs een van de voornaamste raadgevers van landvoogdes Margaretha van Parma, en werd door haar in augustus 1565 naar Portugal gestuurd om de infante Maria, bruid van haar zoon Alexander, op te halen.
Tijdens het schrikbewind van Alva stelde hij zich eerder verzoenend op en raakte daardoor enigszins op de achtergrond. In 1575 nam landvoogd Requesens hem op in de Raad van State. Hij werd op 4 september 1576 samen met andere Raadsleden gevangengenomen en bleef tot maart 1577 opgesloten.
Daarna nam hij actief deel aan de krijgsverrichtingen van Don Juan en Alexander Farnese. Toen Farnese in 1590 voorbereidingen trof om op campagne naar Frankrijk te trekken, vertrouwde deze hem het feitelijke bestuur ad interim toe. Na de dood van Farnese (december 1592) werd Mansfeld zelfs in de functie van landvoogd bekrachtigd, en bleef in dienst tot de komst van aartshertog Ernst van Oostenrijk (1594). In 1595 trok hij zich terug op zijn landgoed in Luxemburg, waar hij in 1604 overleed.
Mansfeld liet in de Luxemburgse voorstad Clausen, in het dal van de Alzette, een prachtig paleis met park oprichten, genaamd "La Fontaine", waaraan wel ongeveer veertig jaar lang werd gebouwd. Na zijn dood is dit paleis echter in verval geraakt. Tegenwoordig zijn er nog maar schamele resten van over.

## Familie
Peter Ernst von Mansfeld is ten minste driemaal gehuwd geweest:
1. met Margaretha van Brederode (- 31 mei 1554), zuster van Hendrik van Brederode
2. met Maria van Montmorency (- 5 februari 1570), zuster van de graaf van Horne
3. met Clara van Chalon

Daarnaast had hij relaties met andere vrouwen waaruit kinderen geboren zijn. Hieronder een opsomming van kinderen die tot de zijne gerekend worden:
- Frederik van Mansfeld (1542 - 26 april 1559)
- Karel van Mansfeld (1545 - 14 augustus 1595), vanaf 1594 vorst van Mansfeld. Hij trouwde (1) met Diane van Cossé, een dochter van Karel I van Cossé, graaf van Brissac. Hij trouwde (2) in 1591 met Maria Christina van Egmond, een dochter van graaf Lamoraal van Egmont (1522-1568) en Sabina van Beieren (1528-1578)
- Johan van Mansfeld ( - 1575)
- Polyxena van Mansfeld, overleden tussen 17 september 1591 en 20 december 1602. Zij trouwde met Palamedes van Chalon, een bastaardzoon van René van Chalon.
- Philip Oktavian August Sigismund van Mansfeld (18 juni 1564 - 10 juni/juli 1591).
- Dorothea van Mansfeld, overleden in 1595. Zij trouwde in 1578 met Francisco Verdugo.
- Peter Ernst II van Mansfeld (1580 - 29/30 november 1626), militair bevelhebber en veldheer.
- Filips (Philip) van Mansfeld
- Antonius van Mansfeld
- Ernst de Jongere van Mansfeld
- Karel III van Mansfeld (1590 - na 1653), niet erkende bastaardzoon, heer van Bartringen en Strassen.
- Anna van Mansfeld, vrouwe van Bartringen en Strassen ( - na 1653).
- Filips (Philip) van Mansfeld (september 1603 - na 1623), erkende bastaardzoon.
- Reinhard (Renaud) van Mansfeld
- Christina van Mansfeld

## Uitgave
- Journal de captivité du comte Pierre-Ernest de Mansfeld, écrit au donjon de Vincennes, 1552-1554, Paris, Picard, 1933

## Voetnoten
1. ↑  Portret van een vergeten prins, deel 2, Brussel Deze Week, 29 april 2007